# مورباخ (شهر اتریش)
مورباخ (به آلمانی: Mauerbach) یک منطقهٔ مسکونی در اتریش است که در ناحیه وین-اومگه‌بونگ واقع شده‌است. مورباخ ۲۰٫۳۱ کیلومتر مربع مساحت دارد ۲۸۲ متر بالاتر از سطح دریا واقع شده‌است.